# Manchuer
Manchuer (äldre även mandsjuer) är ett tungusiskt folk i Manchuriet i nuvarande nordöstra Kina. De uppgår till omkring 10 miljoner (år 2000). Det traditionella språket är manchuiska, men det talas endast av ett fåtal. Manchuerna besegrade på 1600-talet Mingdynastin, tog makten över Kina och skapade Qingdynastin år 1644, som varade till revolutionen 1911 som störtade kejsardömet.

## Historia

### Bakgrund
Traditionellt var manchuerna till största delen ett bofast, åkerbruks- och hantverksidkande folk och antog buddhismen. Blott några få nordliga stammar, soloner, daurer och andra, vilka dock snarare torde böra anses som egentliga tunguser, håller ännu fast vid sin ursprungliga schamanism och sitt nomadiska levnadssätt. I militäriskt hänseende indelades manchuerna traditionellt i de åtta fänikorna, varför de även kallas Baqi ("åtta fanor"), men som blott väpnade med pil och båge används de vapenföra mer som jägare än som soldater.
Manchuerna hörde till de ursprungliga invånarna i Manchuriet och tillhör den manchu-tungusiska grenen av den altaiska folk- och språkstammen. Manchuspråket var under Qingdynastin hovets och den högre administrationens officiella språk i det kejserliga Kina och måste såsom sådant läras av alla ämbetsmännen. Manchuerna erkände det tungusiska jurchen-folket som sina äldsta förfäder, vilka kineserna kallar nüzhen. Enligt kinesiska källor bodde dessa i början av 900-talet mellan floderna Amur i norr och Sungari i väst samt löd då under khitanerna, vilka sannolikt också var av tungusisk härkomst.

### Eget rike och Qingdynastin
År 1114 gjorde jurchen-folket sig självständiga och erövrade under sin hövding Aguda och hans dynasti, "Jin" ("guld"), efter hand hela det stora Khitan-riket (hela östra Centralasien och en del av norra Kina) samt andra delar av Kina jämte själva huvudstaden Nanjing (nu Peking). Men sedan Djingis khan erövrat Kina (1215), vände sig hans efterträdare mot jurchen-folket. Jin-dynastin störtades (1234), och jurchen-stammarna undanträngdes till Liaodong, det nuvarande Manchuriets sydligaste provins.
I början av 1600-talet uppträdde hövding Nurhaci som förenade flera andra besläktade jurchen-stammar och grundade den senare Jindynastin. Han son, Hung Taiji, skapade det gemensamma namnet "Manchu" och gjorde sig (1616) oberoende av Mingdynastin i Kina. 1636 ändrade Hung Taiji dynastins namn till Qing. 1644 intogs Peking och hans sjuårige son, Shunzhi, blev kejsare, varefter snart hela det kinesiska riket föll under Manchu-dynastin Qing, vilken varade till 1911.

### Senare historia
Efter Xinhairevolutionen 1911 förlorade manchuerna sin särskilda ställning som privilegierad etnisk grupp och utsattes för ett hårt tryck att assimileras. Efter Folkrepubliken Kinas grundande 1949 erkändes manchuerna officiellt som en av Kinas 56 etniska minoriteter, och antalet personer som identifierar sig som manchuer har ökat kraftigt.
I dag finns det inget särskilt område som domineras av manchuer, och folkgruppen finns representerad överallt i Kina. Dock finns det viss koncentration av manchuer i nordöstra Kina. Med undantag för en liten folkspillra i Heilongjiang, har de flesta manchuer övergivit det manchuiska språket och övergått till att tala kinesiska dialekter.